# 歐陽克
歐陽克是金庸武俠小说《射雕英雄传》中的反派人物，人稱「小毒物」，為金庸小說中武功超群的高手之一。
歐陽克身穿白衣、容貌英俊，出入都有大量白駝山莊女弟子陪同。舉止優雅，文武雙全，但貪淫好色，看到美女就想侵犯，最後因為淫念和其他種種原因而被楊康殺死。
擅長用毒和蛇陣，且武功高強，《射雕英雄传》中比他强的只有天下五絕、老頑童周伯通、鐵掌幫幫主裘千仞、学了左右互搏的郭靖、陈玄风、梅超風、后期的黃蓉、丘处机。曾敗於江南六怪的聯手。
登場回數:(射)7-13,18-25

## 生平
是「西毒」歐陽鋒和嫂子私通生下的私生子，為免人側目以叔侄相稱。歐陽克生性好色，到處捻花惹草，姦污許多女孩家的清白。
歐陽克曾加入大金六王爺完顏洪烈旗下，協助大金消滅南宋及蒙古，並找尋《武穆遺書》。後來看中黃蓉美色，處心積慮欲一親芳澤，後來在明霞島慘被黃蓉用計以千鈞巨岩壓斷双腿。
曾多次對黃蓉、穆念慈以及全真教孫不二的徒弟程瑤迦起色心，後來因想學歐陽鋒只傳一人的武學加上他對穆念慈有非份之想而激怒楊康，最後在牛家村曲三酒館被楊康偷襲刺死。

## 武功
瞬息千里
白駝山莊家傳上乘輕功，斗然間已欺到了對手身旁。
神駝雪山掌
白駝山莊家傳武功，身形飄忽，出掌進攻。
靈蛇拳
歐陽鋒从毒蛇身上領悟的拳法。
手臂犹似忽然没了骨头，如变了一根软鞭，打出后能在空中任意拐弯。

## 影视形象

### 電視劇
- 刘江：《射鵰英雄傳》（1976）
- 黃允材：《射鵰英雄傳》（1983）
- 戈伟家：《大漠英雄傳華山論劍》（1988）
- 林偉：《射鵰英雄傳》（1994）
- 修庆：《射鵰英雄傳》（2003）
- 李解：《射鵰英雄傳》（2008）
- 劉智揚：《射鵰英雄傳》（2017）
- 张志浩：《金庸武侠世界》（2024）

### 電影
- 李修贤：《射鵰英雄傳》（1977）
- 李修贤：《射鵰英雄傳續集》（1978）
- 李修贤：《神雕侠侣》（1982）